# David Bettoni
David Bettoni (Saint-Priest, Francia, 23 de noviembre de 1971) es un exfutbolista y entrenador francés. Actualmente dirige al Club Africain de la CLP-1.

## Trayectoria como jugador
En su etapa como futbolista, Bettoni ocupaba la demarcación de centrocampista. Debutó profesionalmente con el A. S. Cannes en 1991. Tras dos cesiones en el Istres F. C. y el Olympique Alès, probó fortuna en el extranjero, fichando por el Avezzano Calcio en 1996. Posteriormente, jugó en el U. S. Alessandria, Novara Calcio, A. S. Lucchese Libertas y U. S. Brescello. Regresó a su país de la mano del U. S. Créteil-Lusitanos y colgó las botas en el A. S. Cannes en 2004.

## Trayectoria como asistente / entrenador
Bettoni conoció a Zinedine Zidane cuando ambos jugaban para el equipo juvenil de A. S. Cannes, donde se inició como futbolista y club donde permaneció la mayoría de su carrera. Su relación con Zidane continuó tras la retirada en activo de ambos y fue invitado al Real Madrid para trabajar como scouter en 2013, identificando jóvenes talentos que pudieran ingresar en las categorías inferiores. Antes de su llegada estaba a cargo en la misma función en el A. S. Cannes.
Bettoni se unió como integrante del cuerpo técnico del club madrileño cuando Zidane fue nombrado primer entrenador del Real Madrid Castilla en el verano de 2014, el equipo filial. Más tarde, Bettoni continuó con Zidane, cuando este último se hizo cargo del primer equipo del Real Madrid. Sin embargo, el club más tarde confirmó que Bettoni no era un entrenador asistente, sino un miembro del equipo técnico que sirve al primer equipo y ayuda al entrenador. Bettoni continuó siendo el asistente de Zidane hasta que este presentó la dimisión en 2018, y volvió a ocupar dichas funciones durante la segunda etapa de Zizou en el club (2019-2021). De hecho, debido a la baja por COVID-19 de Zidane, ocupó su puesto de forma interina como primer entrenador en dos partidos de Liga.
El 7 de marzo de 2023, inició su primera aventura como primer entrenador, firmando con el FC Sion de la Superliga de Suiza. Sin embargo, fue destituido tras poco más de dos meses en el cargo, el 16 de mayo de 2023.
En julio de 2024, asumió al frente del Club Africain.